# Dussen
Dussen is een dorp in de Nederlandse provincie Noord-Brabant en maakt deel uit van de gemeente Altena.

## Toponymie
Het dorp Dussen is vernoemd naar het gelijknamige riviertje. De naam zou afgeleid zijn van het Oudgermaanse dosôn, dat ruisen of stromen betekent. Aldus werd het riviertje aanvankelijk met Dussan of Dusna aangeduid.

## Geschiedenis
Dussen behoort tot het Land van Altena en behoorde al sinds 1200 tot het Graafschap Holland. Het dorp Dussen bestaat eigenlijk uit drie voormalige heerlijkheden: Munsterkerk, Muilkerk en Heeraartswaarde. Heeraartswaarde is tijdens de Sint-Elisabethsvloed door de golven verzwolgen. Eeuwen later is op deze plaats het dorp Hank verrezen. Munsterkerk lag ten zuiden van het riviertje de Dussen, en Muilkerk ten noorden ervan. De oudste schriftelijke vermeldingen stammen uit 1276 (Mulekerke) en 1330 (Munsterkerk). De naam Munsterkerk (eerst Monasterium) duidt op een klooster. Opvallend in Dussen is het kasteel, het domein van de Heren van Munsterkerk, die zich graag de Heren van Dussen noemden. Daar waren de Heren van Muilkerk niet blij mee. Merkwaardig is de ligging van het kasteel: strikt genomen zou het zich op grondgebied van Muilkerk bevinden.
In Muilkerk bevond zich de parochiekerk, terwijl in Munsterkerk een kapittelkerk was te vinden. Muilkerk werd voor het eerst vermeld in 1156.

### Voormalige gemeente

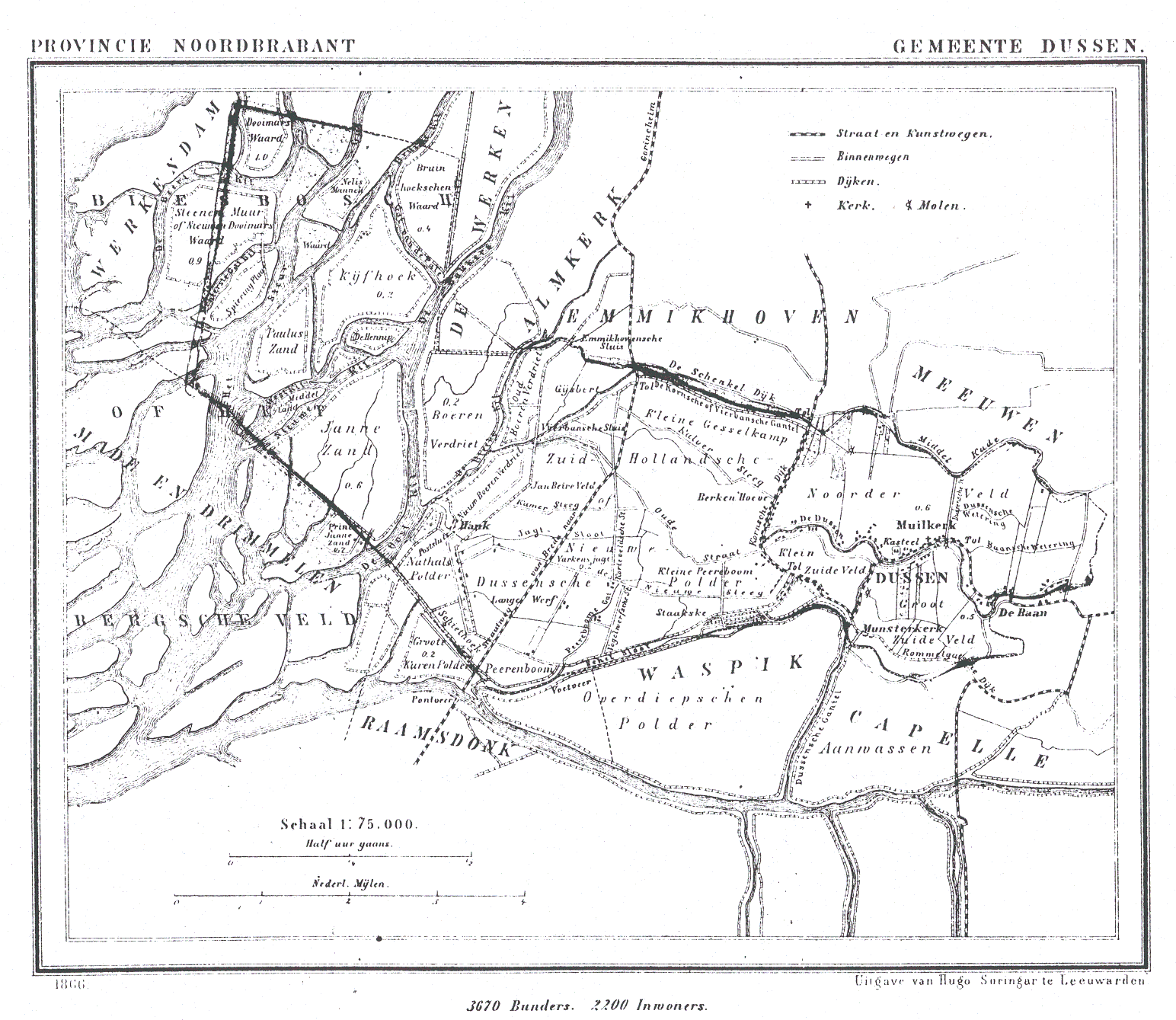
Kaart gemeente Dussen, Munster en Muilkerk (1866)

De gemeente Dussen, Munster en Muilkerk werd in 1908 officieel hernoemd tot de gemeente Dussen maar werd daarvoor soms ook al aangeduid als de gemeente Dussen. In 1997 ging deze gemeente op in de gemeente Werkendam en sinds 1 Januari 2019 ging de gemeente op in de gemeente Altena.

### Munsterkerk
De kerk van Munsterkerk was gewijd aan de heiligen Filippus en Jacobus. Ze heeft vermoedelijk tussen de huidige Oude Straat en de Kalversteeg gestaan. De kerk werd gesticht door Willem van Wijtvliet, ambachtsheer van Voornsate. Deze heeft ook het kapittel van Munsterkerk opgericht, in 1306 of iets eerder. In 1316 werd het kapittel door Gerard van Voorne naar Brielle overgebracht. Deze overbrenging vloeide voort uit een conflict tussen de heren van Voorne en die van Putten. Willem van Wijtvliet was leenman van de heer van Strijen, en na diens dood vervielen deze aan de heer van Putten, die op zijn beurt leenplichtig was van de heer van Voorne. De heer van Putten had echter verzuimd leenhulde te brengen aan de heer van Voorne, waardoor zijn goederen aan Voorne vervielen. Hij kon die pas terugkrijgen door een schadevergoeding te betalen. Het kapittel van Munsterkerk -en de bijbehorende rechten- maakten daar mogelijk deel van uit.
Veel schade ondervond het gebied van de Sint-Elisabethsvloed van 1421. Munsterkerk verdween in de golven en ook Muilkerk ondervond veel schade. In 1461 werd de Kornsedijk aangelegd en begonnen de inpolderingen. In 1680 kwam de Zuidhollandse Polder, ten westen van Dussen, gereed. In 1634 werd reeds opgemerkt dat dat ook buijten dijcks gestaen heefft de parochiekercke van munsterkerk ende dat soo wij altijd gehoort hebben, op seeker stuk lands tegenwoordelijk sijnde wijland genaemt het kerkckhof. Deze plaats, gelegen tussen de Kalversteeg en de Oude Straat in de Zuidhollandse polder, is waarschijnlijk de plaats waar de Munsterkerk heeft gestaan.

### Muilkerk
De eerste bakstenen kerk van Muilkerk dateert van ongeveer 1200. Tufsteen werd niet aangetroffen en aan te nemen valt dat de voorganger van deze kerk -indien ooit bestaand- van hout geweest is. Nadat de kerk van Muilkerk in 1421 was verwoest, werd op de fundamenten ervan een nieuwe kerk gebouwd. Deze lag enigszins excentrisch, omdat door de Sint-Elisabethsvloed de loop der Dussen sterk was gewijzigd.
In de Tachtigjarige Oorlog bleven de heren van Dussen, die de meeste invloed hadden in Munsterkerk, aanvankelijk het katholicisme steunen, terwijl in Muilkerk de Reformatie meer invloed had. Dat veranderde toen Baron Walraven Gent in 1609 het kasteel kocht; hij was de Reformatie zeer toegedaan. Meer waarschijnlijk hebben paters jezuïeten, die in de westelijke Langstraat en het Land van Heusden en Altena actief bleven rondtrekken, in deze fase van de Contrareformatie een veel grotere rol gespeeld voor het katholicisme in Dussen. Het was pas in 1711 dat er met steun van de toenmalige kasteelheer Jean Louis van der Schueren van Hagoort (en katholieke rentmeester Couwenberg) een "R.K. pastorie tevens kerk- en vergaderplaats" in gebruik genomen werd “buitendijks aan de Dussensche Sluis”. Als gevolg hiervan bleef een groot deel van de inwoners van Dussen, evenals van het naburige Hank katholiek. De komst van de eerste predikant, in 1610, markeerde het begin van de Hervormde Gemeente. Deze kerkte in het historische kerkje, dat echter in 1944-'45 door oorlogsgeweld werd verwoest. Een nieuwe kerk werd in 1952 gebouwd.
De katholieken kerkten in de Maria Geboortekerk uit 1892. Deze werd eveneens in 1944 verwoest, waarop in 1953 een nieuwe kerk werd gebouwd. Ook beschikten de katholieken over een klooster van de Zusters van Liefde. In 1861 betrokken zij het Huis van Sint-Petrus Stoel aan de Kerkstraat. Ze begonnen een meisjesschool, in 1872 een gasthuis voor weeskinderen, en vanaf 1873 werden ook zieken en bejaarden opgenomen. Dit was een vervolg op de eerdere traditie van meisjes die zich sinds omstreeks 1850 als Bruid van Christus bonden aan een congregatie. Vanuit Dussen werd ook een vestiging in Hank gesticht. Het klooster werd in 1944 door oorlogshandelingen verwoest, maar de zusters kwamen terug en betrokken de verbouwde pastorie. In 1955 echter werd het klooster opgeheven en de vijf zusters vertrokken naar Hank. In 1960 sloot ook Hank en vertrokken de zusters naar Geertruidenberg. Wél bleven een aantal zusters nog geruime tijd werkzaam in Dussen, waarheen gependeld werd. Uiteindelijk betrokken een aantal zusters een rijtjeshuis in Dussen en legden het habijt af.
Het gebied ten zuiden van Dussen kwam soms, door de werking van de Beerse Overlaat, onder water te staan. In 1942 kwam hier een einde aan. De Tweede Wereldoorlog noopte de bevolking tot evacuatie, aangezien Dussen tijdens de winter van 1944-1945 in het frontgebied lag, en ook de Watersnood van 1953 bracht een evacuatie met zich mee.

## Bezienswaardigheden

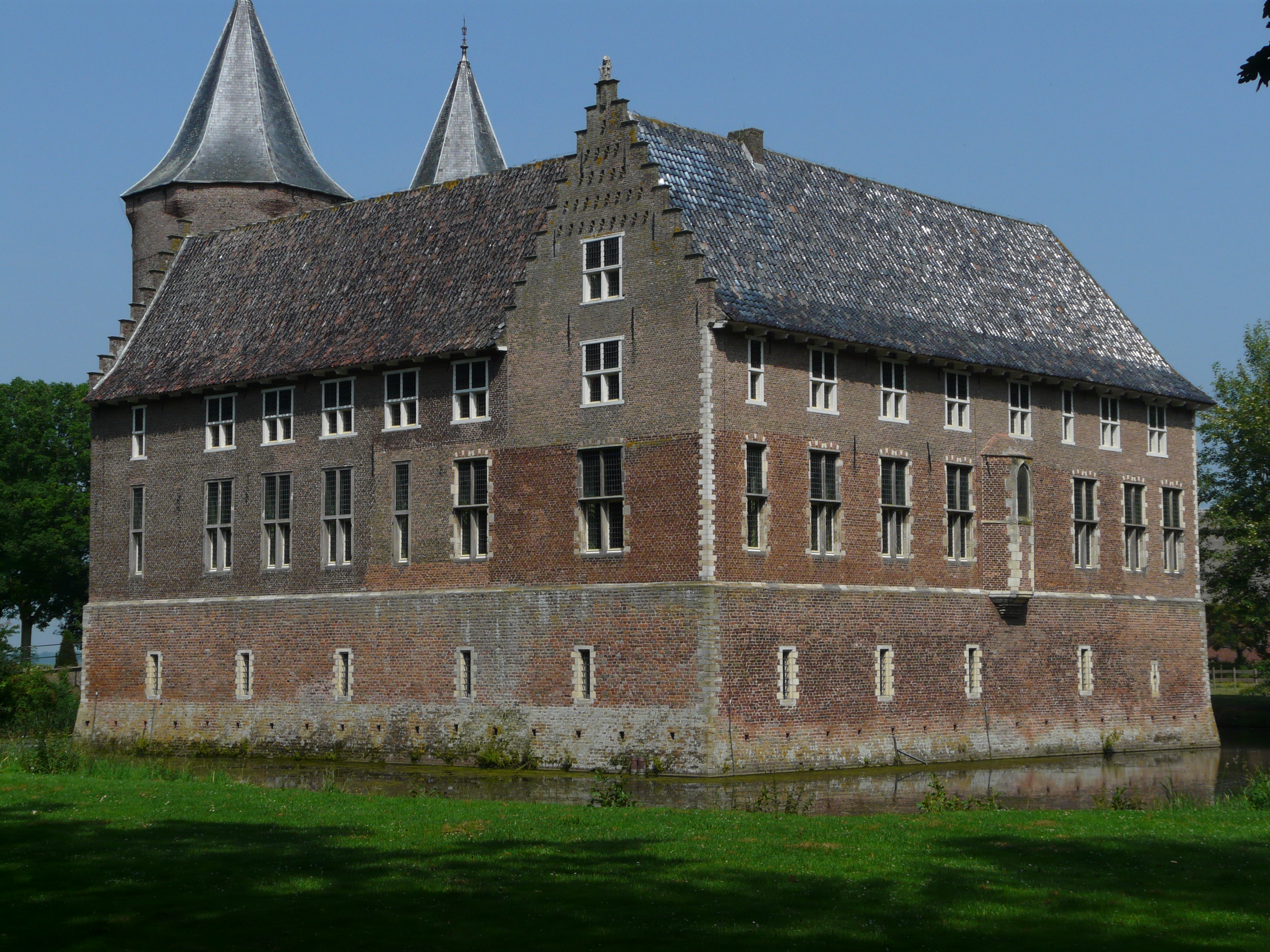
Kasteel Dussen

### Kasteel
Dussen beschikt al sinds 1331 over een eigen kasteel Dussen. In 1378 werd de oorspronkelijk donjon door Arend van der Dussen verbouwd tot een slot, dat in het Hollands-Brabants grensgebied lag en voor die tijd zeer modern werd aangelegd. In de Tweede Wereldoorlog werd het kasteel zwaar beschadigd. Na de restauratie in 1953 deed het kasteel lange tijd dienst als gemeentehuis van de nu opgeheven gemeente Dussen. Een van de bekendste bewoners van het kasteel was Rolina Suringar, een bijzonder excentrieke vrouw. Ze liet zich gedurende de nacht bewaken door zes mannen uit het dorp Dussen, die in de galerij de wacht moesten houden. Voor haar ezel was een torenkamer beschikbaar. De schrijver Antoon Coolen schreef over haar het boek De Vrouw met de Zes Slapers.

### Overige bezienswaardigheden

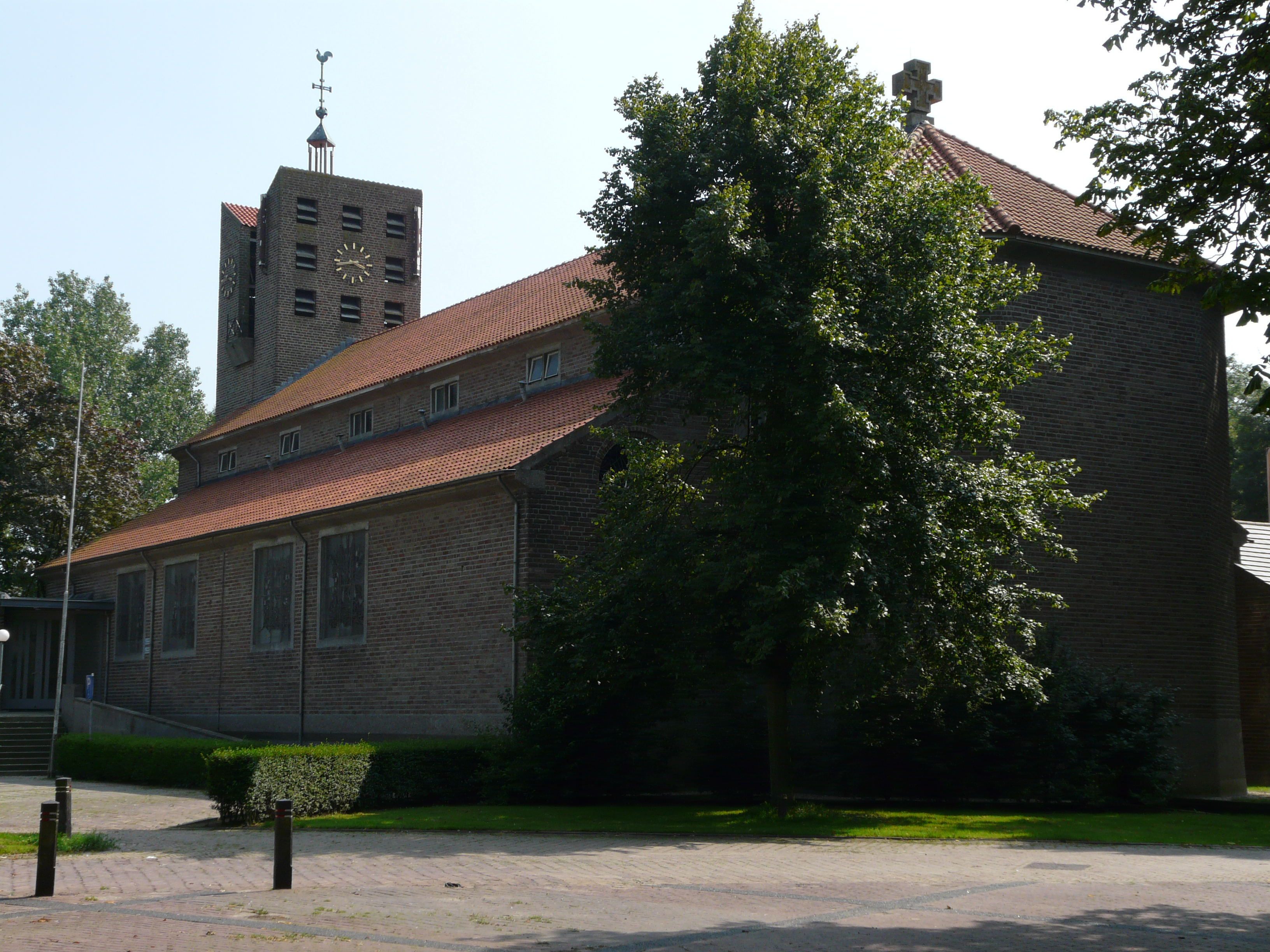
Maria Geboortekerk

- Noordeveldse Molen, een wipmolen uit 1795, in gebruik als poldermolen, aan de Korn Boezem, 2 km ten noorden van Dussen.
- Hervormde kerk, aan Zuidveldlaan 10, uit 1952, in modernistische stijl.
- Maria Geboortekerk, aan het Vrijheidsplein, een bakstenen kerk in basilicale stijl uit 1953. Architect was Gerard Holt.
- De Hoeksteen, Gereformeerd kerkgebouw aan de Van der Dussenlaan.
- Van 1905-1962 was er ook nog een kerkje, Eben Haëzer genaamd, waar de Christelijke Gereformeerde gemeente bij elkaar kwam. Deze -kleine- gemeente is echter opgeheven en het kerkje Eben Haëzer genaamd en gelegen aan Muilkerk 32, werd tot woonhuis verbouwd.
- Diverse boerderijen, deels uit de 18e eeuw, onder andere van het Altenase dwarsdeeltype.

## Economie
Omstreeks 1900 lag het belangrijkste bestaansmiddel in de landbouw. Daarnaast werd vlas verwerkt. In 1907 waren er negen dergelijke bedrijven waar in totaal 37 mensen werkten. In 1909 telde het dorp 16 klompenmakerijen waar in totaal 47 mensen hun brood verdienden. In 1913 werd bovendien nog de klompenmakerij Merxs uit Ammerzoden opgericht. De sigarenfabriek van Willem Hofmans brandde in 1888 af, waarna er nog sigarenmakers in thuisarbeid waren. In 1861 was er nog een steenfabriek waar 15 mensen waren, maar die werd na een aantal jaren gesloten. De papierfabriek gaf in 1904 aan 104 Dussenaren werk.
Voorts was er vanaf 1866 een zogeheten botermijn in Hotel van Beurden. Er werd 12 ton boter per jaar omgezet. Omstreeks 1910 kwam er een stoom-roomboterfabriek in Nieuwendijk.
Later kwam er een schoenatelier van Blenzo, en een fabriek van betontegels (Schellevis beton) welke laatste nog steeds bestaat.

## Natuur en milieu
Dussen ligt op de rechteroever van de Bergsche Maas, die in 1904 gereedkwam en het Land van Altena van de Langstraat scheidde. Sinds 1891 was er een veerpont tussen Dussen en Capelle over deze rivier. Oorspronkelijk werd deze met de hand voortbewogen en sinds 1895 met stoomkracht. Dit is het Capelse Veer.
Het riviertje Dussen is aan de ruilverkaveling van de jaren 60 van de 20e eeuw ontsnapt, en een kronkelige straat, Muilkerk geheten, loopt er langs van Meeuwen tot een kilometer ten westen van Dussen.
Ten noorden van Dussen ligt het natuurgebied Kornse Boezem. Hier loopt ook de Kornse Dijk naar het noorden.

## Voorzieningen

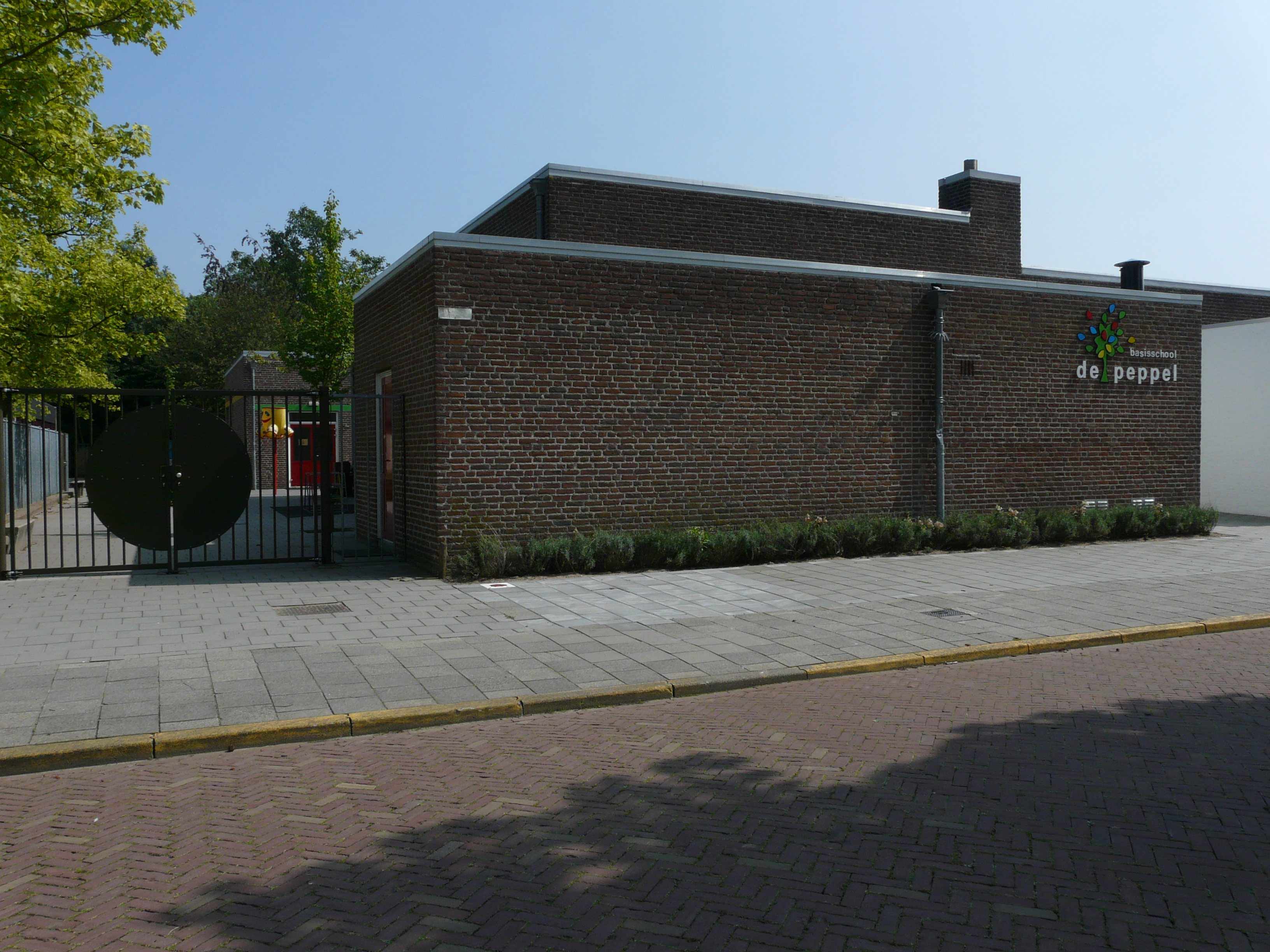
Basisschool de Peppel

- R.K. Basisschool de Peppel
- Prot. Chr Basisschool De Sprankel
- Ouderenvoorziening de Molenwiek
- Bibliotheek
- Kinderopvang Hoppas
- MFA De Dussenaar

## Geboren in Dussen
- Anton Verhoeven (1920-1978), schaatser[3]
- Leo van der Pluym (1935-2020), wielrenner[4]
- Peter Schalken (1983), wegracecoureur
- Pepijn Reulen (2008), voetballer

## Nabijgelegen kernen
Hank, Capelle, Meeuwen, Almkerk, Nieuwendijk

## Externe bron
- Geschiedenis van Dussen
- Dussen in beeld

Hoofdplaats: Almkerk
Stad: Woudrichem      
Dorpen: Andel · Babyloniënbroek · Drongelen · Dussen · Eethen · Genderen · Giessen · Hank · Meeuwen · Nieuwendijk · Rijswijk · Sleeuwijk · Uitwijk · Veen · Waardhuizen · Werkendam · Wijk en Aalburg

Buurtschappen: Bronkhorst · Buurtje · De Baan · De Hoef · Duizend Morgen · Eng · Hill · Hoekeinde · Keizersveer · Kerkeinde · Kievitswaard · Kille · Korn · Moleneind · Oudendijk · Peerenboom · Schans · Spijk · Stenenheul · Steurgat · Uppel · Vierbannen · Vijcie · 't Zand · Zandwijk

Verdwenen plaatsen: Aartswaarde · Almonde · Eemkerk · Emmikhoven · Gansoyen · Hagoort · Honswijk · Munsterkerk · Muilkerk

Noord-Brabant: Steden en dorpen in Noord-Brabant      Nederland: Provincies · Gemeenten